# Йоркшир и Хамбер
Йо́ркшир и Ха́мбер (англ. Yorkshire and the Humber) — регион на востоке северной Англии. Включает девять церемониальных графств, а также несколько десятков унитарных и муниципальных районов. Административный центр — Лидс.

## География
Регион Йоркшир и Хамбер занимает территорию 15 420 км² (5-е место среди регионов), омывается с востока Северным морем, граничит на юге с регионом Восточный Мидленд, на западе с регионом Северо-Западная Англия, на севере с регионом Северо-Восточная Англия.

### Городские агломерации
В регионе Йоркшир и Хамбер расположены 6 крупных городских агломераций с населением более 100 тысяч человек (по данным 2001 года, в порядке убывания численности населения):
- Западный Йоркшир (городская агломерация) 1 499 465
- Шеффилд (городская агломерация) 640 720
- Кингстон-апон-Халл 301 416
- Дерн-Валли 207 726
- Гримсби/Клиторпс 138 842
- Йорк 137 505

## Демография
На территории региона Йоркшир и Хамбер по данным 2012 года проживает 5 316 700 человек (7-е место среди регионов), при средней плотности населения 344,79 чел./км².

## Геология
В районе Йоркшира и Хамбера существует очень тесная связь между основными топографическими районами и лежащей в их основе геологией. Пеннинская цепь холмов на Западе имеет каменноугольное происхождение.
Северо-йоркские пустоши на северо-востоке графства имеют Юрский возраст, в то время как йоркширские Волды и Линкольнширские Волды на юго-востоке - меловые нагорья.

## Политика
Местное самоуправление Йоркшир и Хамбера (LGYH) объединяет усилия 22 местных советов , четырех подразделений пожарной и спасательной служб, четырех подразделений полицейского управления и двух подразделений ассоциации национальных парков, находящихся на территории региона Йоркшир и Хамбер.
Агентство по развитию «Йоркшир Форвард» (en:Yorkshire Forward) создано в 1999 году, его основная цель — развитие экономики региона Йоркшир и Хамбер.

## Административное деление
Регион Йоркшир и Хамбер включает в себя восемь политически независимых друг от  друга административных единиц — два метрополитенских графства (Уэст-Йоркшир и Саут-Йоркшир), неметрополитенское графство Норт-Йоркшир и пять унитарных единиц (Ист-Райдинг-оф-Йоркшир, Йорк, Кингстон-апон-Халл, Северный Линкольншир и Северо-Восточный Линкольншир). Метрополитенские графства, неметрополитенские графства и унитарные единицы объединены в пять церемониальных графств — Ист-Райдинг-оф-Йоркшир, Уэст-Йоркшир, Линкольншир†, Норт-Йоркшир† и Саут-Йоркшир, для обеспечения ими церемониальных функций. Метрополитенские и неметрополитенские графства делятся в общей сложности на шестнадцать метропольных и неметропольных районов. Унитарные единицы разделения на районы не имеют.
|  | Ист-Райдинг-оф-Йоркшир (церемониальное графство) - 12. Ист-Райдинг-оф-Йоркшир (унитарная единица) - 13. Кингстон-апон-Халл (унитарная единица) Уэст-Йоркшир (церемониальное графство, метрополитенское графство) - - 5. Уэйкфилд - 6. Кирклис - 7. Колдердейл - 8. Брадфорд - 9. Лидс Линкольншир† (церемониальное графство) - 14. Северный Линкольншир (унитарная единица) - 15. Северо-Восточный Линкольншир (унитарная единица) Норт-Йоркшир† (церемониальное графство) - 10. Норт-Йоркшир (неметрополитенское графство) - Сэлби / Selby - Харрогейт / Harrogate - Крэйвн / Craven - Ричмондшир / Richmondshire - Хамблтон / Hambleton - Райдэйл / Ryedale - Скарборо / Scarborough - 11. Йорк (унитарная единица) Саут-Йоркшир (церемониальное графство, метрополитенское графство) - - 1. Шеффилд - 2. Ротерем - 3. Барнсли - 4. Донкастер |

† — церемониальные графства Линкольншир и  Норт-Йоркшир включают в себя административные единицы также и из других регионов

### Статус сити

Герб Йорк Сити

В регионе Йоркшир и Хамбер расположены семь из 50 административных единиц Англии, имеющих статус «сити»:
- Сити-оф-Брадфорд с главным городом Брадфорд является центром Епархии Брадфорд (диоцез, Diocese of Bradford) с 1919 года[6], имеет местное самоуправление и возглавляется лорд-мэром Брадфорда Питером Хилом, родившимся  в городе Саутвик, Западный Суссекс[7].
- Йорк является центром провинции Йорк, с тех пор как первым архиепископом Йорка в 732 году стал брат короля Нортумбрии Экгеберт[8]. Йорк Сити имеет местное самоуправление и возглавляется лорд-мэром Йорка Сьюзен Галоуэй[9].
- Кингстон-апон-Халл имеет местное самоуправление и возглавляется Лорд-Мэром Халла. 27 мая 2010 года 98-м лорд-мэром Халла стал Дэвид Джеммел (David Gemmell), родившийся в Халле[10].
- Лидс имеет местное самоуправление и возглавляется мэром с 1661 года, когда королём Англии Карлом II была выпущена специальная грамота. Лидс последовательно возглавлялся 240 мэрами до 1897 года, когда королевой Викторией должность мэра была переименована в лорд-мэра Лидса. В 2010 году 117-м лорд-мэром Лидса стал Джеймс Маккэна, родившийся 1945 году в Дублине, Ирландия[11].Герб Шеффилд Сити

Герб Шеффилд Сити

- Рипон является центром Епархии Рипона и Лидса (диоцез, Diocese of Ripon and Leeds) с 1836 года — это первая вновь образованная епархия Англии после Реформации Английской церкви[12]. Рипон имеет местное самоуправление и с 2010 года возглавляется Мэром Рипона Гари Уилом, срок полномочий мэра составляет два года[13].
- Уэйкфилд стал центром Епархии Уэйкфилд (диоцез, Diocese of Wakefield) в 1888 году[14], имеет местное самоуправление и возглавляется Мэром Уэйкфилда Тони Уоллисом, родившимся в 1951 году в Каслфорде, пригороде Уэкфилда[15].
- Шеффилд является центром Епархии Шеффилд (диоцез, Diocese of Sheffield) с 1914 года[16], имеет местное самоуправление и возглавляется мэром с 1843 года. В 1893 году, с выпуском королевской грамоты, Шеффилд получил статус «сити»[17], а в 1897 году королевой Викторией должность мэра была переименована в лорд-мэра Шеффилда[18]. В 2010 году 114-м лорд-мэром Шеффилда стал Алан Лоу, родившийся в Барнсли, Саут-Йоркшир[19].

## Экономика
В регионе Йоркшир и Хамбер находится штаб-квартира и производственные мощности компании, выпускающей автомобили под маркой Джинетта.
Порт Гримсби и Иммингем, крупнейший в Великобритании, с грузооборотом 65,3 миллиона тонн.

## Спорт
Регион представлен следующими футбольными командами: «Барнсли», «Брэдфорд Сити», «Галифакс Таун», «Гизли», «Гримсби Таун», «Донкастер Роверс», «Йорк Сити», «Лидс Юнайтед», «Ротерем Юнайтед», «Сканторп Юнайтед», «Хаддерсфилд Таун», «Халл Сити», «Харрогейт Таун». «Шеффилд Уэнсдей», «Шеффилд Юнайтед».

## Достопримечательности
В регионе Йоркшир и Хамбер расположены две из 28 группы объектов, включенных в Список объектов Всемирного наследия ЮНЕСКО в Великобритании:
- Королевский парк Стадли и развалины Фаунтинского аббатства
- Фабричный посёлок Солтейр